# يحيى أحمد إنفاهي
يحيى أحمد إنفاهي محمد (بالفرنسية: Yahya Ahmed Infahi Mohamed) المعروف باسم يحيى أحمد (ولد في 30 ديسمبر 1996 في باماكو، مالي) لاعب كرة قدم مالي يجيد اللعب في مركز الوسط المحوري وأيضا الوسط المدافع. يلعب حاليا لصالح عالي البحريني منذ 2023.